# Ulisses Correia e Silva

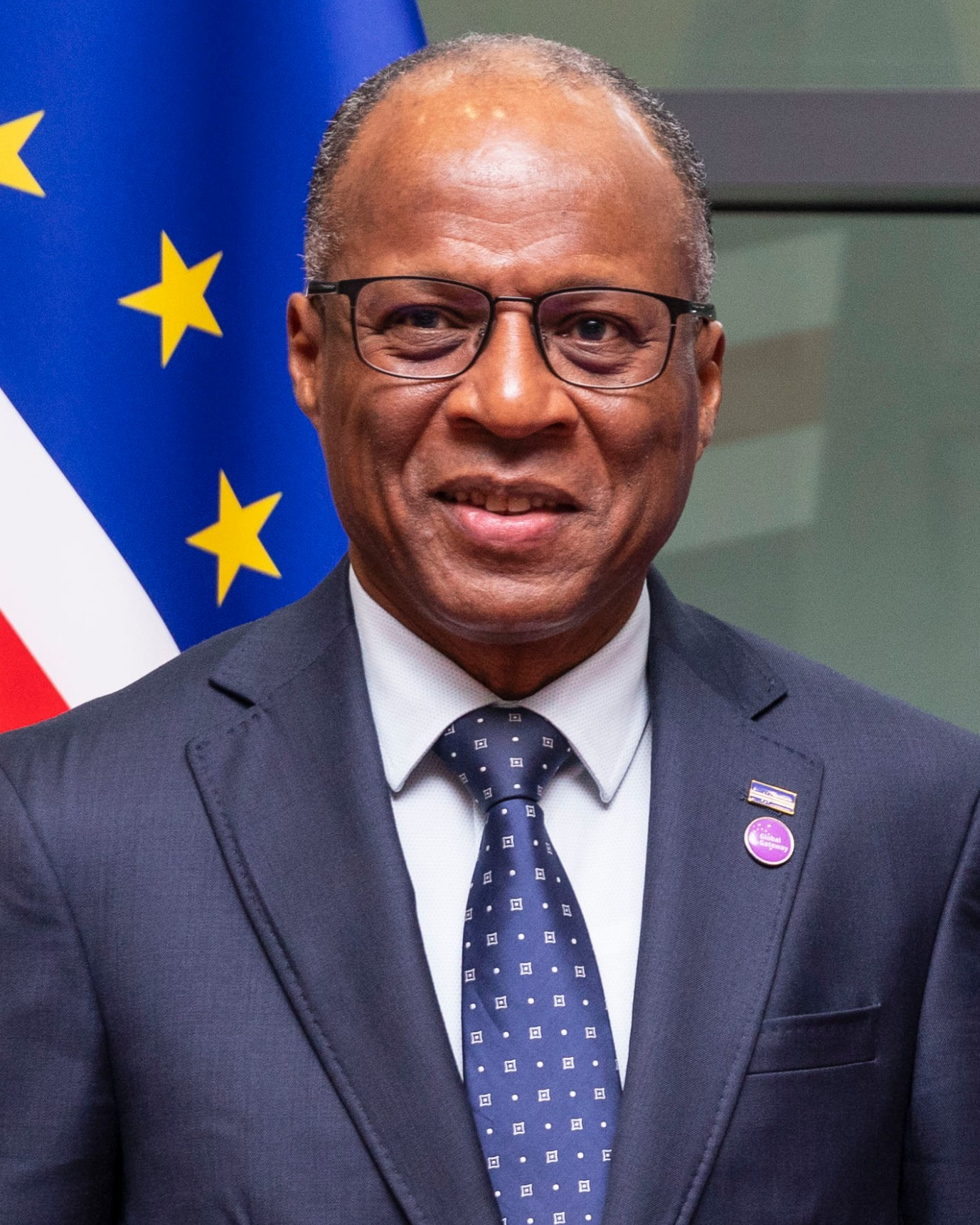
José Ulisses de Pina Correia e Silva (2023)

José Ulisses de Pina Correia e Silva (* 4. Juni 1962 in Praia) ist ein kapverdischer Ökonom und Politiker. Er ist Vorsitzender der Partei Movimento para a Democracia, und nachdem diese bei der Parlamentswahl 2016 die absolute Mehrheit gewonnen hatte, seit April desselben Jahres Premierminister der Republik Kap Verde. Bei der Parlamentswahl am 18. April 2021 wurde er im Amt bestätigt.

## Leben
Er wurde in Praia, Kap Verde, geboren. Er war der Sohn von Virgílio Correia e Silva und seiner Frau Isolina de Pena. Nach dem Besuch des Gymnasiums Domingos Ramos in Praia studierte er Wirtschaftswissenschaften in Lissabon. Zurückgekehrt auf die Insel Santiago arbeitete er unter anderem für die Banco de Cabo Verde und als Dozent an der Universität Jean Piaget in Praia.
José Ulisses de Pina Correia e Silva ist verheiratet und hat zwei Kinder.